# Queen Charlotte: A Bridgerton Story
Queen Charlotte: A Bridgerton Story is een Amerikaans kostuumdrama gecreëerd door Shonda Rhimes voor Netflix. De serie is een prequel-spin-off van de serie Bridgerton. Het verhaal focust op het jonge leven van Koningin Charlotte, een historisch figuur die in het fictieve Bridgerton een bijrol speelde. De serie ging in première op 4 mei 2023

## Verhaal
Deze miniserie focust zich op het leven van Koningin Charlotte in twee tijdperken: één in het heden van de Bridgerton serie, wanneer in 1817 troonopvolgster Prinses Charlotte overlijdt en de koningin naarstig druk zet op haar kinderen om te trouwen en een nieuwe, rechtmatige erfgenaam te maken; en de ander in 1761 wanneer een nog jonge Charlotte uitgehuwelijkt wordt aan George III.

## Rolverdeling
- India Amarteifio als de jonge Koningin Charlotte (1761)
- Adjoa Andoh als Agatha, Lady Danbury (1817)
- Michelle Fairley als Augusta, prinses-douairrière van Wales (1761)
- Ruth Gemmell als Violet, Burggravin Bridgerton  (1817)
- Corey Mylchreest als de jonge Koning George III (1761)
- Golda Rosheuvel als Koningin Charlotte (1817)
- Arsema Thomas als jonge Agatha, Lady Danbury (1761)
- Sam Clemmett als jonge Brimsley, secretaris van de koningin (1761)
- Freddie Dennis als Reynolds, secretaris van de koning (1761)
- Hugh Sachs als Brimsley, secretaris van de koningin (1817)
- Julie Andrews als de stem van Lady Whistledown (1817)

## Afleveringen
| Nr. | Titel              | Regisseur  | Schrijver                          | Uitzenddatum VS |  |
| --- | ------------------ | ---------- | ---------------------------------- | --------------- |  |
| 1   | "Queen to Be"      | Tom Verica | Shonda Rhimes                      | 4 mei 2023      |  |
| 2   | "Honeymoon Bliss"  | Tom Verica | Shonda Rhimes                      | 4 mei 2023      |  |
| 3   | "Even Days"        | Tom Verica | Shonda Rhimes                      | 4 mei 2023      |  |
| 4   | "Holding the King" | Tom Verica | Nicholas Nardini                   | 4 mei 2023      |  |
| 5   | "Gardens in Bloom" | Tom Verica | Shonda Rhimes and Nicholas Nardini | 4 mei 2023      |  |
| 6   | "Crown Jewels"     | Tom Verica | Shonda Rhimes                      | 4 mei 2023      |  |